# Leichtathletik-Länderkampf der Frauen 1989 Großbritannien – BR Deutschland – Sowjetunion – USA
| 4. Leichtathletik-Länderkampf mit bundesdeutscher Beteiligung 1989             | 4. Leichtathletik-Länderkampf mit bundesdeutscher Beteiligung 1989 |
| ------------------------------------------------------------------------------ | ------------------------------------------------------------------ |
|                                                                                |                                                                    |
| Ländervergleich der Frauen Großbritannien – BR Deutschland – Sowjetunion – USA |                                                                    |
| Austragungsort                                                                 | Birmingham                                                         |
| Wettbewerbe                                                                    | 16                                                                 |
| Datum                                                                          | 23./24. Juni                                                       |
| 1. URS 2. USA 3. GBR 4. FRG                                                    | 170 Punkte 160 Punkte 119 Punkte 099 Punkte                        |
| Chronik                                                                        |                                                                    |
| ← GBR-FRG-URS-USA (M)                                                          | FRA-FRG-GDR-GBR-ITA-00 SWE-ESP Geher (M) →                         |

Im vierten Vergleich des Länderkampfjahres 1989 traten die bundesdeutschen Frauen wie parallel die Männer gegen Großbritannien, die Sowjetunion und die USA an. Das Aufeinandertreffen dieser hochkarätigen Gegnerschaft wurde am 23./24. Juni in Birmingham ausgetragen.
Mit Großbritannien hatten die bundesdeutschen Frauen zuvor vierzehn Vergleiche in Zweiländerkämpfen ausgetragen, die Bilanz lautete sieben zu sieben Die letzte Begegnung, an der auch Rumänien in getrennter Wertung teilgenommen hatte, war 1980 in Stuttgart an Großbritannien gegangen.
Die Bilanz der bundesdeutschen Frauen gegen die Sowjetunion war wie bei den Männern negativ und lautete zwei zu sieben. Zuletzt hatte es dieses Aufeinandertreffen in einem Zweiländerkampf 1978 in Dortmund gegeben und hatte mit einer bundesdeutschen Niederlage geendet.
Sieben der früheren Vergleiche gegen die USA hatten die deutschen Leichtathletinnen gewonnen und nur drei verloren. Zuletzt hatte es 1985 in Bremen allerdings einen US-amerikanischen Erfolg gegeben.

## Modus
Auf dem Programm stand neben den bei Frauenländerkämpfen üblichen fünfzehn Disziplinen, die den damaligen olympischen Wettbewerbskatalog für Frauen komplett abdeckten, noch ein 5000-m-Bahngehen. Jedes Team stellte zwei Teilnehmerinnen pro Disziplin. Die Punkte wurden nach folgenden Regeln vergeben: 1. Platz: 9 P / 2. Pl.: 7 P / 3. Pl.: 6 P / 4. Pl.: 5 P / ….

## Ergebnis
In den Einzelläufen dominierten die USA mit vier und die Sowjetunion mit drei Disziplingewinnen. Großbritannien kam hier zu einem Erfolg, während die Bundesrepublik im Bereich Lauf leer ausging. Die kürzere der beiden Staffeln ging an die Sowjetunion, die längere an die USA. Im Bahngehen erzielte die UdSSR einen Doppelsieg. Im Bereich Sprung lagen die sowjetischen sowie die US-Vertreterinnen je einmal vorn. In der Kategorie Wurf/Stoß entschieden die bundesdeutschen Athletinnen zwei Wettbewerbe für sich, die sowjetischen Teilnehmerinnen einen.
So endete das Aufeinandertreffen der vier Länder in Birmingham mit einem erwartungsgemäßen Sieg der sowjetischen Frauen, die auf 170 Punkte kamen. Rang zwei ging mit 160 Punkten an die USA, was ebenfalls keine Überraschung war. Die Reihenfolge dahinter lautete wie im Aufeinandertreffen der Männer Großbritannien mit 119 Punkten auf Platz drei und die Bundesrepublik Deutschland zehn Punkte dahinter auf dem vierten und letzten Platz.

## Legende
Kurze Übersicht zur Bedeutung der Symbolik – so üblicherweise auch in sonstigen Veröffentlichungen verwendet:
| DNF | nicht im Ziel (did not finish)                               |
| DSQ | disqualifiziert                                              |
| w   | Rückenwindunterstützung über dem erlaubten Limit von 2,0 m/s |

## Einzelresultate

### 100 m
| Platz | Athletin         | Land | Zeit (s) |
| ----- | ---------------- | ---- | -------- |
| 1     | Esther Jones     | USA  | 11,20    |
| 2     | LaMonda Miller   | USA  | 11,35    |
| 3     | Natalja Woronowa | URS  | 11,36    |
| 4     | Paula Dunn       | GBR  | 11,38    |
| 5     | Simmone Jacobs   | GBR  | 11,38    |
| 6     | Ulrike Sarvari   | FRG  | 11,46    |
| 7     | Andrea Thomas    | FRG  | 11,53    |
| DNF   | Olga Naumkina    | URS  |          |

Datum: 23. Juni
Wind: +2,66 m/s

### 200 m
| Platz | Athletin         | Land | Zeit (s) |
| ----- | ---------------- | ---- | -------- |
| 1     | Marina Markina   | URS  | 23,20    |
| 2     | Diane Dixon      | USA  | 23,21    |
| 3     | Natalja Kowtun   | URS  | 23,38    |
| 4     | Michelle Finn    | USA  | 23,40    |
| 5     | Andrea Thomas    | FRG  | 23,43    |
| 6     | Sally-Anne Short | GBR  | 23,60    |
| 7     | Louise Stuart    | GBR  | 23,66    |
| 8     | Andrea Hagen     | FRG  | 24,21    |

Datum: 24. Juni
Wind: +0,23 m/s

### 400 m
| Platz | Athletin         | Land | Zeit (s) |
| ----- | ---------------- | ---- | -------- |
| 1     | Linda Keough     | GBR  | 51,98    |
| 2     | Rochelle Stevens | USA  | 52,08    |
| 3     | Olga Nasarowa    | URS  | 52,20    |
| 4     | Jearl Miles      | USA  | 52,69    |
| 5     | Karin Janke      | FRG  | 53,05    |
| 6     | Marina Schmonina | URS  | 53,14    |
| 7     | Angela Piggford  | GBR  | 53,61    |
| 8     | Karin Lix        | FRG  | 54,97    |

Datum: 23. Juni

### 800 m
| Platz | Athletin               | Land | Zeit (min) |
| ----- | ---------------------- | ---- | ---------- |
| 1     | Joetta Clark           | USA  | 2:02,08    |
| 2     | Gabriela Lesch         | FRG  | 2:02,32    |
| 3     | Inna Jewsejewa         | URS  | 2:02,65    |
| 4     | Tazzjana Hrabjantschuk | URS  | 2:02,88    |
| 5     | Ann Williams           | GBR  | 2:03,70    |
| 6     | Sylvia Brydson         | USA  | 2:04,21    |
| 7     | Teena Colebrook        | GBR  | 2:04,22    |
| 8     | Margrit Klinger        | FRG  | 2:05,01    |

Datum: 23. Juni

### 1500 m
| Platz | Athletin             | Land | Zeit (min) |
| ----- | -------------------- | ---- | ---------- |
| 1     | Ljubow Kremljowa     | URS  | 4:13,58    |
| 2     | Marina Jatschmenjowa | URS  | 4:13,98    |
| 3     | Suzy Favor           | USA  | 4:14,20    |
| 4     | Diana Richburg       | USA  | 4:14,78    |
| 5     | Lynne Maclntyre      | GBR  | 4:15,23    |
| 6     | Yvonne Murray        | GBR  | 4:16,71    |
| 7     | Sabine Kunkel        | FRG  | 4:18,85    |
| 8     | Astrid Bartels       | FRG  | 4:21,29    |

Datum: 24. Juni

### 3000 m
| Platz | Athletin           | Land | Zeit (min) |
| ----- | ------------------ | ---- | ---------- |
| 1     | PattiSue Plumer    | USA  | 8:53,20    |
| 2     | Liz McColgan       | GBR  | 8:53,86    |
| 3     | Regina Čistiakova  | URS  | 8:55,28    |
| 4     | Jelena Romanowa    | URS  | 8:57,18    |
| 5     | Sabrina Dornhoefer | USA  | 8:57,93    |
| 6     | Nicky Morris       | GBR  | 8:59,46    |
| 7     | Iris Biba          | FRG  | 8:59,66    |
| 8     | Kerstin Preßler    | FRG  | 9:04,50    |

Datum: 24. Juni

### 100 m Hürden
| Platz | Athletin                  | Land | Zeit (s) |
| ----- | ------------------------- | ---- | -------- |
| 1     | Ludmilla Naroschilenko    | URS  | 12,80    |
| 2     | Jelisaweta Tschernyschowa | URS  | 12,82    |
| 3     | Claudia Zaczkiewicz       | FRG  | 13,12    |
| 4     | Kay Morley                | GBR  | 13,26    |
| 5     | Candy Young               | USA  | 13,26    |
| 6     | Birgit Wolf               | FRG  | 13,31    |
| 7     | Lesley-Ann Skeete         | GBR  | 13,38    |
| 8     | LaVonna Martin            | USA  | 13,81    |

Datum: 24. Juni
Wind: +0,20 m/s

### 400 m Hürden
| Platz | Athletin          | Land | Zeit (s) |
| ----- | ----------------- | ---- | -------- |
| 1     | Sally Gunnell     | GBR  | 56,09    |
| 2     | Natalia Dudina    | URS  | 56,64    |
| 3     | Janeene Vickers   | USA  | 56,66    |
| 4     | Elaine McLaughlin | GBR  | 57,18    |
| 5     | Victoria Fulcher  | USA  | 57,41    |
| 6     | Ulrike Heinz      | FRG  | 57,83    |
| 7     | Inna Jewsejewa    | URS  | 58,65    |
| 8     | Margit Grötzinger | FRG  | 58,88    |

Datum: 24. Juni

### 4 × 100 m Staffel
| Platz | Besetzung      | Land                                                               | Zeit (s) |
| ----- | -------------- | ------------------------------------------------------------------ | -------- |
| 1     | Sowjetunion    | Marina Markina Natalja Kowtun Galina Maltschugina Natalja Woronowa | 43,07    |
| 2     | USA            | LaMonda Miller Michelle Finn Carlette Guidry Esther Jones          | 43,72    |
| 3     | Großbritannien | Stephanie Douglas Stewart Simone Jacobs Paula Dunn                 | 43,86    |
| 4     | BR Deutschland | Andrea Hagen Ulrike Sarvari Andrea Thomas Margrit Schiller         | 44,60    |

Datum: 23. Juni

### 4 × 400 m Staffel
| Platz | Besetzung      | Land                                                              | Zeit (min) |
| ----- | -------------- | ----------------------------------------------------------------- | ---------- |
| 1     | USA            | Jearl Miles Celena Mondie Terri Dendy Natasha Kaiser              | 3:26,40    |
| 2     | Sowjetunion    | Jelena Rusina Ludmilla Tschigalowa Marina Schmonina Olga Nasarowa | 3:26,62    |
| 3     | Großbritannien | Angela Piggford Lorraine Hanson Georgina Honley Sally Gunnell     | 3:31,77    |
| 4     | BR Deutschland | Linda Kisabaka Karin Janke Ines Conradi Gabriela Lesch            | 3:32,02    |

Datum: 24. Juni

### 5000 m Bahngehen
| Platz | Athletin           | Land | Zeit (h) |
| ----- | ------------------ | ---- | -------- |
| 1     | Natalia Serbinenko | URS  | 21:39,59 |
| 2     | Tamara Kowalenko   | URS  | 21:59,67 |
| 3     | Betty Sworowski    | GBR  | 22:39,59 |
| 4     | Teresa Vaill       | USA  | 22:47,05 |
| 5     | Barbara Kollorz    | FRG  | 23:39,13 |
| 6     | Julie Drake        | GBR  | 23:40,56 |
| 7     | Brigitte Buck      | FRG  | 24:54,37 |
| DSQ   | Maryanne Torrellas | USA  |          |

Datum: 24. Juni

### Hochsprung
| Platz | Athletin         | Land | Höhe (m) |
| ----- | ---------------- | ---- | -------- |
| 1     | Jan Wohlschlag   | USA  | 1,95     |
| 2     | Jelena Jelessina | URS  | 1,95     |
| 3     | Yolanda Henry    | USA  | 1,93     |
| 4     | Heike Henkel     | FRG  | 1,93     |
| 5     | Janet Boyle      | GBR  | 1,89     |
| 6     | Olga Turtschak   | URS  | 1,86     |
| 7     | Andrea Arens     | FRG  | 1,86     |
| 8     | Julia Bennett    | GBR  | 1,83     |

Datum: 24. Juni

### Weitsprung
| Platz | Athletin             | Land | Weite (m) |
| ----- | -------------------- | ---- | --------- |
| 1     | Galina Tschistjakowa | URS  | 7,27 w    |
| 2     | Larissa Bereschnaja  | URS  | 7,18 w    |
| 3     | Mary Berkeley        | GBR  | 6,43 w    |
| 4     | Terri Turner         | USA  | 6,42 w    |
| 5     | Ciaire Connor        | USA  | 6,42 w    |
| 6     | Heike Ingendoh       | FRG  | 6,30 w    |
| 7     | Kim Hagger           | GBR  | 6,1800    |
| 8     | Antje Walter         | FRG  | 6,10 w    |

Datum: 24. Juni

### Kugelstoßen
| Platz | Athletin               | Land | Weite (m) |
| ----- | ---------------------- | ---- | --------- |
| 1     | Iris Plotzitzka        | FRG  | 19,94     |
| 2     | Ramona Pagel           | USA  | 19,38     |
| 3     | Stephanie Storp        | FRG  | 19,26     |
| 4     | Judy Oakes             | GBR  | 18,72     |
| 5     | Myrtle Augee           | GBR  | 18,05     |
| 6     | Larissa Peleschenko    | URS  | 17,72     |
| 7     | Connie Price           | USA  | 17,30     |
| 8     | Laryssa Mychaltschenko | URS  | 09,65     |

Datum: 23. Juni

### Diskuswurf
| Platz | Athletin               | Land | Weite (m) |
| ----- | ---------------------- | ---- | --------- |
| 1     | Dagmar Galler          | FRG  | 59,44     |
| 2     | Lacy Barnes            | USA  | 58,04     |
| 3     | Laryssa Mychaltschenko | URS  | 56,66     |
| 4     | Ingrid Belz            | FRG  | 56,40     |
| 5     | Jacky McKernan         | GBR  | 55.22     |
| 6     | Connie Price           | USA  | 53.46     |
| 7     | Jane Aucott            | GBR  | 51,12     |
| 8     | Natallja Schykalenka   | URS  | 34,76     |

Datum: 24. Juni

### Speerwurf
| Platz | Athletin             | Land | Weite (m) |
| ----- | -------------------- | ---- | --------- |
| 1     | Natallja Schykalenka | URS  | 65,96     |
| 2     | Donna Mayhew         | USA  | 62,24     |
| 3     | Tessa Sanderson      | GBR  | 60,92     |
| 4     | Ingrid Thyssen       | FRG  | 58,74     |
| 5     | Manuela Alizadeh     | FRG  | 58,26     |
| 6     | Tatjana Schikolenko  | URS  | 57,22     |
| 7     | Karin Smith          | USA  | 55,74     |
| 8     | Sharon Gibson        | GBR  | 53,88     |

Datum: 23. Juni